# Джанниотти, Джакомо
Джакомо Джианниотти  (англ. Giacomo Gianniotti, род. 19 июня 1989) — канадский телевизионный актёр, наиболее известный благодаря роли доктора Эндрю Делука в сериале ABC «Анатомия страсти».

## Биография
Джианниотти родился в Риме, Италия, но вырос в Торонто, после того, как в детстве иммигрировал с семьей в Канаду. После получения образования он начал свою карьеру на канадском телевидении со второстепенной роли в «Расследование Мёрдока». В 2014 году Джианниотти имел второстепенные роли в сериалах «Царство» и «Селфи».
Весной 2015 года Джианниотти присоединился во второстепенной роли к сериалу Шонды Раймс «Анатомия страсти», играя нового интерна Эндрю Делука. В середине двенадцатого сезона он был повышен до регулярного состава сериала.

## Фильмография
| Год         | Название на русском        | Название на английском            | Роль                | Примечания             |  |
| ----------- | -------------------------- | --------------------------------- | ------------------- | ---------------------- |  |
| 2010        |                            | Medicina generale                 | Альберто Таленти    | эпизод «Separazioni»   |  |
| 2013        | Красавица и чудовище       | Beauty and the Beast              | помощник мэра       | эпизод «Anniversary»   |  |
| 2013        | Легавый                    | Copper                            | клерк Донована      | 3 эпизода              |  |
| 2013        |                            | Done                              | Джон                | короткометражный фильм |  |
| 2013-2014   | Расследование Мёрдока      | Murdoch Mysteries                 | Лесли Гарланд       | 9 эпизодов             |  |
| 2014        | Царство                    | Reign                             | лорд Жульен         | 5 эпизодов             |  |
| 2014        | Селфи                      | Selfie                            | Фредди              | 10 эпизодов            |  |
| 2015        | Тайная жизнь Мерилин Монро | The Secret Life of Marilyn Monroe | Джимми Догерти      | мини-сериал            |  |
| 2015 — 2021 | Анатомия страсти           | Grey’s Anatomy                    | доктор Эндрю Делука | Регулярная роль        |  |
| 2016        | Сила воли                  | Race                              | Сэм Столлер         |                        |  |
| 2018        | Знакомый                   | Acquainted                        | Дрю                 |                        |  |
| 2019        | Кубинец                    | The Cuban                         | Крис                |                        |  |
| 2021        | Лука                       | Luca                              | Джакомо             | озвучивание            |  |
| 2022        | Дьяволик 2                 | Diabolik - Ginko all'attacco!     | Дьяволик            | главная роль           |  |
| 2023        | Дьяволик 3                 | Diabolik chi sei?!                | Дьяволик            | главная роль           |  |
| 2024        | Дикие карты                | Wild Cards                        | Коул Эллис          | главная роль           |  |